# Arquidiocese de San Pedro Sula
A Arquidiocese de San Pedro Sula (Archidiœcesis de Sancto Petro Sula) é uma circunscrição eclesiástica da Igreja Católica situada em San Pedro Sula, Honduras. Seu atual arcebispo é Michael Leniham, O.F.M.. Sua Sé é a Catedral de San Pedro Apóstol.
Possui 36 paróquias servidas por 82 padres, abrangendo uma população de 1 890 780 habitantes, com 57,2% da dessa população jurisdicionada batizada (1 081 000 católicos).

## História
O vicariato apostólico de San Pedro Sula foi erigido em 2 de fevereiro de 1916 de acordo decreto consistorial Ærumque provisio do Papa Bento XV, obtendo o território da diocese de Comayagua, que ao mesmo tempo foi elevada à categoria de sé metropolitana com o nome de arquidiocese de Tegucigalpa; desta sé foi feita sufragânea.
Em 6 de julho de 1963 o vicariato apostólico foi elevado a diocese pela bula Sedis Apostolicae do Papa Paulo VI.
Em março de 1983 recebeu a visita apostólica do Papa João Paulo II.
Em 3 de julho de 1987 e em 30 de dezembro de 2011 cedeu partes do seu território em vantagem da ereção, respectivamente, das dioceses de Trujillo e de La Ceiba.
Em 26 de janeiro de 2023, o Papa Francisco elevou a diocese ao posto de arquidiocese metropolitana, tendo como sufragâneas as dioceses de La Ceiba, Gracias, Santa Rosa de Copán, Trujillo e Yoro.

## Prelados
| #                           | Nome                                     | Período    | Notas                    |
| Arcebispos                  | Arcebispos                               | Arcebispos | Arcebispos               |
| --------------------------- | ---------------------------------------- | ---------- | ------------------------ |
| 1º                          | Michael Leniham, O.F.M.                  | 2023-      | atual                    |
| Bispos                      |                                          |            |                          |
| 5º                          | Ángel Garachana Pérez, C.M.F.            | 1994-2023  |                          |
| 4º                          | Jaime Brufau Maciá, C.M. †               | 1966-1993  |                          |
| 3º                          | José García Villas, C.M. †               | 1963-1965  |                          |
| 2º                          | Antonio Capdevilla Ferrando, C.M. †      | 1953-1962  |                          |
| 1º                          | Juan Sastre y Riutort, C.M. †            | 1924-1949  |                          |
| Bispos-auxiliares           |                                          |            |                          |
|                             | Rómulo Emiliani Sánchez, C.M.F.          | 2002-2017  |                          |
| Administradores Apostólicos |                                          |            |                          |
|                             | Oscar Andrés Rodríguez Maradiaga, S.D.B. | 1993-1995  | Arcebispo de Tegucigalpa |